# Пирамида
Вижте пояснителната страница за други значения на Пирамида.
Пирамѝдата (от старогръцки: πυραμίς, род. п. πυραμίδος) е геометрично тяло, многостен, образуван от свързването на всеки от върховете на n-ъгълник (n = 3, 4,...), наречен основа, с точка, нележаща в равнината му, наречена връх на пирамидата. Стените, едната страна на които е и страна на основата, а другите 2 сключват помежду си ъгъл при върха на пирамидата, се наричат околни стени. Ръбовете при основата се наричат основни ръбове, а останалите ръбове на пирамидата – околни ръбове.
Околните стени на пирамидата са триъгълници. Отсечката, спусната от върха към равнината на основата и образуваща прав ъгъл с нея, се нарича височина. Височината на околна стена, спусната от върха на пирамидата към основния ръб, се нарича апотема. Сборът от лицата на околните стени на пирамидата се нарича околна повърхнина, а сборът от околната повърхнина и лицето на основата – пълна повърхнина. 
Пирамидата е частен случай на конус. .

## Видове пирамиди
Права пирамида – пирамида, пета̀та на височината на която е център на основата.

Правилна пирамида – пирамида с основа правилен многоъгълник и равни околни ръбове.

Наклонена пирамида – пирамида, петата на височината на която не е център на основата.

Пресечена пирамида – многостен, заключен между основа на пирамида и нейно успоредно сечение.

Тетраедър – триъгълна пирамида.

Правоъгълен тетраедър – тетраедър, на който трите ъгъла при един връх са равни.

Правилен тетраедър – тетраедър, на който четирите страни са еднакви равностранни триъгълници.

## Означения

### Означения на пирамиди
Една права пирамида може да бъде означена като ( )∨P, където ( ) е точката на върха, ∨ е оператор за свързване, а P е многоъгълникът на основата.
Равнобедрен триъгълен прав тетраедър може да бъде записан 
( )∨[( )∨{ }] като съединение на точка с основата на пирамидата равнобедрен триъгълник, а също и [( )∨( )]∨{ } или { }∨{ } като съединение (ортогонални отмествания) на два ортогонални сегмента, равностенен тетраедър с 4 стени равнобедрени триъгълници. Той има симетрия C1v от две различни ориентации основа-връх и пълна симетрия C2v.
|                      |                   |                                          |
| Правоъгълна пирамида | Ромбична пирамида | Шестоъгълна изпъкнало-вдлъбната пирамида |

Права правоъгълна пирамида се записва ( )∨[{ }×{ }], а ромбична пирамида – ( )∨[{ }+{ }], и двете имат симетрия C2v.

### Означения на елементите
Елементите на пирамидата са означени със следните латински букви:
- {\displaystyle b} – основен ръб (страната на основата на пирамидата)
- {\displaystyle l} – околен ръб
- {\displaystyle h} – височина
- {\displaystyle a} – апотема на пирамидата
- {\displaystyle r} – апотема на основата или радиус на вписаната окръжност (ако основата е правилен многоъгълник)

## Повърхнина и обем
Лицето на основната повърхнина на правилна пирамида се намира по формулата:
{\displaystyle B={\frac {P.r}{2}}},
където {\displaystyle {P}} е периметърът на основата, а {\displaystyle {r}} е апотемата на основата.
Лицето на околната повърхнина на правилна пирамида се намира по формулата:
{\displaystyle S_{ok}={\frac {P.a}{2}}={\frac {n}{2}}l^{2}\sin \alpha },
където {\displaystyle {a}} е апотемата на пирамидата, {\displaystyle {l}} е околният ръб, {\displaystyle {n}} е броят на страните на основата, {\displaystyle \alpha } е плоският ъгъл при върха на пирамидата.
Лицето на околната повърхнина на неправилна пирамида е сума от лицата на околните стени:
{\displaystyle S_{b}=\sum _{i}^{n}S_{i}={\frac {1}{2}}\sum _{i}^{n}(b_{i}.a_{i}),}
където {\displaystyle a_{i}} са апотемите на пирамидата за всяка околна стена от върха към основните ръбове {\displaystyle b_{i}}.
Лицето на пълната повърхнина (на правилна пирамида) се пресмята по формулата:
{\displaystyle S=B+S_{ok}={\frac {P(a+r)}{2}}.}
Обемът на произволна пирамида се намира по формулата:
{\displaystyle V={\frac {B.h}{3}}},
където {\displaystyle {B}} е лицето на основата, а {\displaystyle {h}} е височината на пирамидата.
Обемът на триъгълна пирамида (тетраедър) също може да бъде изчислен по формулата :
{\displaystyle V={\frac {1}{6}}b_{i}l_{i+1}d\sin \varphi ,}
където {\displaystyle b_{i},l_{i+1}} са противоположни (непресичащи се) ръбове, 
{\displaystyle d} е разстоянието между тях 
({\displaystyle b_{i}}⊥{\displaystyle d}⊥{\displaystyle l_{i+1}}), {\displaystyle \varphi } е ъгъл между {\displaystyle b_{i}} и {\displaystyle l_{i+1}}.

## Пресечена пирамида
Равнина, успоредна на основата на пирамида, отсича от нея пирамида с по-малка височина. Така полученото тяло се нарича пресечена пирамида, а малката отсечена пирамида – допълнителна пирамида. За лицата на двете основи на пресечената пирамида е изпълнено равенството:
{\displaystyle B_{1}:B_{2}={h_{1}}^{2}:{h_{2}}^{2}}.
Околните стени са трапеци. Пълната повърхнина на пресечена пирамида е сборът от лицата на тези трапеци и лицата на двете основи.
Обемът на пресечена пирамида с лица на основите {\displaystyle B_{1}} и {\displaystyle B_{2}} и височина {\displaystyle h} е
{\displaystyle V={\frac {h}{3}}(B_{1}+B_{2}+{\sqrt {B_{1}B_{2}}}).}

## Разгъната пирамида
Развивката е плоска фигура, получена чрез съвместяване на повърхността на геометрично тяло с една равнина (без налагане на стени или други повърхностни елементи един върху друг). При пирамидата се получава чрез разрязване по околните или основни ръбове. Пристъпвайки към изучаване на развивката на повърхностността, препоръчително е тя да се разглежда като гъвкава, неразтеглива плоскост. Някои от повърхнините, представени по този начин, могат да бъдат съвместени с равнина чрез огъване. Освен това, ако отрязък от повърхността може да се съвмести с равнина без прекъсвания и залепвания, тогава такава повърхност се нарича разгъваща се, а получената плоска фигура се нарича нейна развивка.

## Описани и вписани тела
За пирамидите могат да съществуват вписани и описани геометрични тела при определени условия. Необходимите и достатъчни условия (НДУ) за това са формулирани от теореми.

### Сфера
- Сферата се нарича описана около пирамидата, ако върховете на пирамидата лежат на повърхността на сферата.

Теорема 1: Около пирамида може да бъде описана сфера, само когато основата на пирамидата е многоъгълник, около който може да се опише окръжност (НДУ).  
Центърът на сферата ще бъде точката на пресичане на равнините, минаващи през средните точки на ръбовете на пирамидата, перпендикулярни на тях. От тази теорема следва, че една сфера може да бъде описана както за всяка триъгълна, така и за всяка правилна пирамида.
- Теорема 2: Сфера може да бъде вписана в пирамида, когато симетралните равнини на вътрешните двустенни ъгли на пирамидата се пресичат в една точка (необходимо и достатъчно условие). Тази точка ще бъде центърът на сферата.

### Конус
- Конусът се нарича описан около пирамида, когато върховете им съвпадат и основата му е описана около основата на пирамидата.

Теорема 3: Около пирамида може да се опише конус само когато всички странични ръбове на пирамидата са равни (необходимо и достатъчно условие).
- Конусът се нарича вписан в пирамида, ако върховете им съвпадат и основата му е вписана в основата на пирамидата.

Теорема 4: В пирамида може да се впише конус само когато апотемите на пирамидата са равни (необходимо и достатъчно условие); 
- Височините на вписани и описани конуси и пирамиди са равни.

### Цилиндър
- Цилиндърът се нарича описан около пирамидата, ако върхът на пирамидата лежи на една от неговите основи, а другата му основа е описана около основата на пирамидата.

Теорема 5: Около пирамида може да се опише цилиндър само когато около основата на пирамидата има описан многоъгълник (необходимо и достатъчно условие).
- Цилиндърът се нарича вписан в пирамида, ако едната му основа съвпада с обиколката на равнина, вписана в сечението на пирамидата, успоредно на основата, а другата основа принадлежи на основата на пирамидата.

### Призма
Описаната призма около пирамида може да има с нея обща стена или само общи върхове:
Теорема 6: Ако в {\displaystyle n}-ъгълна пирамида е вписана права {\displaystyle n}-ъгълна призма, на която върховете на горната основа принадлежат към страничните ръбове на пирамидата, тогава съотношението на площта на основата на пирамидата към площта на основата на правата призма с най-големия обем винаги е {\displaystyle {\frac {9}{4}}}.